# Patrimonio dello Stato
La Patrimonio dello Stato s.p.a. in liquidazione è una società per azioni pubblica.

## Storia
La società è stata costituita per la valorizzazione, gestione e alienazione del patrimonio dello Stato nel rispetto delle finalità proprie dei beni pubblici, oltre che degli indirizzi strategici stabiliti dal Ministero dell'economia e delle finanze sulla base delle direttive di massima adottate dal Comitato interministeriale della programmazione economica (Cipe).

## Poteri e compiti
A tale società possono essere trasferiti diritti reali su tutti i beni immobili (demaniali e patrimoniale, dunque), anche dei beni compresi nel conto generale dello Stato, e le modalità e il valore del trasferimento devono necessariamente essere disposti con decreto del Ministro dell'economia; possono essere trasferiti anche beni considerati di particolare interesse artistico e storico,  in accordo con il Ministro per i beni e le attività culturali. 
Il Patrimonio di cui viene dotata tale società è attribuito mediante il conferimento e la cessione a titolo oneroso di beni da parte dello Stato.
L'attività della società dovrà svolgersi attraverso schemi e strutture operative snelle, richiamando, così, i principi tradizionali dell'azione pubblica.
Con questa società lo Stato tenta di realizzare una efficiente allocazione delle proprie risorse, valorizzandole, trasformandole, e facendole concorrere insieme a risorse private nella realizzazione di opere pubbliche ed infrastrutture.